# Patrick Fabian
Pour les articles homonymes, voir Fabian.
Patrick Fabian, né le 7 décembre 1964 à Pittsburgh, en Pennsylvanie, aux États-Unis, est un acteur américain.

## Filmographie

### Cinéma
- 1998 : Sour Grapes : Palmer
- 2004 : Clean : Bobby Frankin
- 2005 : La Main au collier : Donald
- 2006 : End Game : Brian Martin
- 2009 : Spring Breakdown : Kevin
- 2010 : Le Dernier Exorcisme : Cotton Marcus
- 2010 : The Land of the Astronauts : Russell
- 2011 : Pig (en) : un interne
- 2012 : Bad Ass : Officier Malark
- 2012 : Atlas Shrugged: Part II : James Taggart
- 2012 : Tales of Everyday Magic : Ryan Kilgore
- 2012 : My Greatest Teacher : Ryan Kilgore
- 2013 : Jimmy : Lee Mitchell
- 2014 : Bad Ass 2 : Officier Malark
- 2014 : My Eleventh : Eric
- 2015 : Underdog Kids : Ted Barret
- 2025 : The Ritual : L'Exorcisme d'Emma Schmidt (The Ritual) de David Midell

### Télévision
- 1992 : Enquête privée : Scott Easton (1 épisode)
- 1992 : Les Dessous de Palm Beach : Ron Gerschak (1 épisode)
- 1993-1994 : Sauvés par le gong : Les Années lycée : Professeur Jeremiah Lasky (8 épisodes)
- 1994 : Arabesque : Larry Shields (1 épisode)
- 1995 : University Hospital : Kurt Palmer (1 épisode)
- 1995 : Melrose Place : Lowell (1 épisode)
- 1996 : Boston Common : Professeur Jack Reed (1 épisode)
- 1996 : Townies : Danny (1 épisode)
- 1997 : Star Trek: Voyager : Taymon (1 épisode)
- 1997 : Weapons of Mass Destruction : Brandon Joyner
- 1997 : Millennium : Ratfinkovich (1 épisode)
- 1998 : Xena, la guerrière : Rafe (1 épisode)
- 1998 : Friends : Dan (1 épisode)
- 1999 : Wasteland (1 épisode)
- 1999 : Love Therapy : Don Quichotte (1 épisode)
- 1999 : Les jumelles s'en mêlent : Alex Reardon (1 épisode)
- 1999 : Dharma et Greg : Doug (1 épisode)
- 1999-2000 : Sarah : Spencer Halloway (6 épisodes)
- 1999-2002 : Providence : Jerry Kaufman (7 épisodes)
- 2000 : Arliss : Jacques (1 épisode)
- 2000 : Freaky Links : Wayne (1 épisode)
- 2001 : Rude Awakening : Brian (2 épisodes)
- 2001 : Nash Bridges : Ethan (1 épisode)
- 2003 : FBI : Portés disparus (1 épisode)
- 2003 : Les Experts : Rhone Kinsey-Confer (1 épisode)
- 2003 : Voilà ! : Martin (1 épisode)
- 2003-2005 : Le Monde de Joan : Gavin Price (16 épisodes)
- 2004 : Preuve à l'appui : Buddy Holly (1 épisode)
- 2004 : 24 heures chrono : William Cole (2 épisodes)
- 2004 : Helter Skelter : Jay Sebring
- 2004 : Summerland : Ian Straub (1 épisode)
- 2004 : North Shore : Hôtel du Pacifique : Dr Burtwhistle (1 épisode)
- 2004 : NIH : Alertes médicales : Gary Riesen (1 épisode)
- 2004 : Quintuplets : Coach Scales (1 épisode)
- 2004 : Will et Grace : Alan (1 épisode)
- 2005 : Blind Justice : Clay Simmons (1 épisode)
- 2005 : Eyes : Doug Taft (1 épisode)
- 2005 : Everwood : Dr Henry Validor (1 épisode)
- 2005 : Les Experts : Miami : Ken Gannon (1 épisode)
- 2005 : Reba : Révérend Parks (1 épisode)
- 2005 : Des amours de sœurcières : Thantos
- 2006 : Shark : Dr Charlie Bender (1 épisode)
- 2006 : Ugly Betty : le présentateur de télé (1 épisode)
- 2006-2007 : Veronica Mars : Professeur Hank Landry (8 épisodes)
- 2006-2007 : Juste cause : l'avocat de Mme Veeder (2 épisodes)
- 2007 : Pushing Daisies : Mark Chase (1 épisode)
- 2007 : Des amours de sœurcières 2 : Thantos
- 2007 : Bones : Terry Stinson (1 épisode)
- 2007 : NCIS : Enquêtes spéciales : Ray Vincent (1 épisode)
- 2007 : Las Vegas : Ted Landros (1 épisode)
- 2008 : Boston Justice : Stanley Gould (1 épisode)
- 2008 : Burn Notice : Zeke (1 épisode)
- 2008 : The Cleaner : Tom D'Agostino (1 épisode)
- 2008-2009 : Valentine : Ray Howard (8 épisodes)
- 2009 : Life : Dr Stanton (1 épisode)
- 2009 : Mentalist : Rand Faulk (1 épisode)
- 2009 : According to Jim : Daniel (1 épisode)
- 2009 : Drop Dead Diva : Kevin Hanson (1 épisode)
- 2009 : Crash : Jonas Dixon (2 épisodes)
- 2009-2010 : Big Love : Ted Price (9 épisodes)
- 2010 : The Deep End (en) : un notaire (1 épisode)
- 2010 : Rizzoli and Isles : Nate (1 épisode)
- 2010 : Les Experts : Manhattan : Charles Richmore (1 épisode)
- 2010-2011 : Gigantic : John Moore (13 épisodes)
- 2011 : Working Class : Rob Parker (8 épisodes)
- 2011 : Hot in Cleveland : Richard (1 épisode)
- 2011 : Private Practice : Robert Weston (1 épisode)
- 2012 : Desperate Housewives : Frank (2 épisodes)
- 2012 : Hawaii 5-0 : Tony Denis (1 épisode)
- 2012 : The Finder : Dwayne Anderson (2 épisodes)
- 2012 : Longmire : Dr Dennis Nunn (1 épisode)
- 2012 : Esprits criminels : Barry Flynn (1 épisode)
- 2012 -2013 : The Newsroom : Tony Hart (2 épisodes)
- 2013 : Castle : Peter Monroe (1 épisode)
- 2013 : Une mère indigne : Scott
- 2013 : Scandal : Senateur Richard Meyers (1 épisode)
- 2014 : Cloud 9 : Richard Morgan
- 2014 : Franklin & Bash : Paul Levy (1 épisode)
- 2014 : Grey's Anatomy : Dr Oliver Lebackes (2 épisodes)
- 2015-2022 : Better Call Saul : Howard Hamlin (20 épisodes, principal)
- 2015 : Scorpion : Capitaine Stephen Caine (1 épisode)
- 2016 : Grimm : Dr Eugene Forbes	(Episode: "Skin Deep")
- 2016 : Croire en ses rêves : Coach Willis
- 2017 : Elementary : Lars Vestergaard (1 épisode)
- 2017 : Lucifer : Reese Getty (1 épisode)
- 2018 : Marvel : Les Agents du SHIELD : Gaius Ponarian (2 épisodes)
- 2022 : Lucifer : Reese Getty (épisode 10, caméo)
- 2024 : Tracker : Shane Niall (1 épisode)